# اونزویل (مینه‌سوتا)
اونزویل، مینه‌سوتا (به انگلیسی: Evansville, Minnesota) یک شهر در ایالات متحده آمریکا است که در شهرستان داگلاس واقع شده‌است.

## خصوصیات
اونزویل ۲٫۰۲ کیلومترمربع مساحت و ۶۱۲ نفر جمعیت دارد و ۴۱۱ متر بالاتر از سطح دریا واقع شده‌است.